# Pelatantheria eakroensis
Pelatantheria eakroensis là một loài thực vật có hoa trong họ Lan. Loài này được Haager mô tả khoa học đầu tiên năm 1993.